# NHK Trophy 2017
NHK Trophy 2017 – czwarte w kolejności zawody łyżwiarstwa figurowego z cyklu Grand Prix 2017/2018. Zawody rozgrywano od 10 do 12 listopada 2017 roku w Osace.
Zwycięzcą wśród solistów został reprezentant Rosji Siergiej Woronow. W rywalizacji solistek triumfowała jego rodaczka Jewgienija Miedwiediewa. Wśród par sportowych triumfowali Chińczycy Sui Wenjing i Han Cong. Natomiast wśród par tanecznych zwyciężyli Kanadyjczycy Tessa Virtue i Scott Moir.

## Wyniki

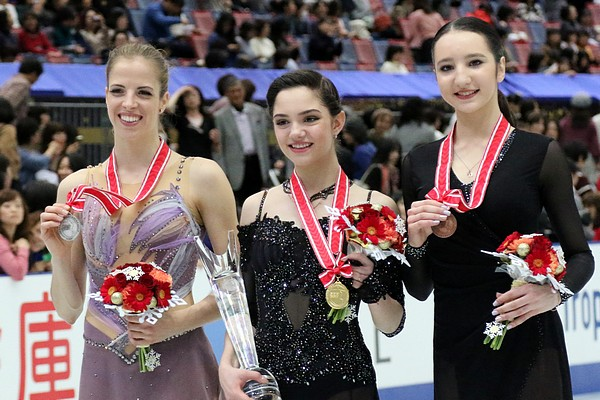
Medalistki w konkurencji solistek, od lewej Carolina Kostner (ITA), Jewgienija Miedwiediewa (RUS), Polina Curska (RUS)

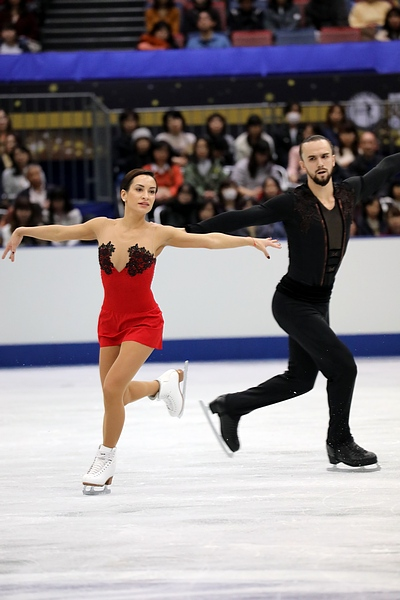
Zdobywcy 2. miejsca w parach sportowych – Ksienija Stołbowa / Fiodor Klimow (RUS)

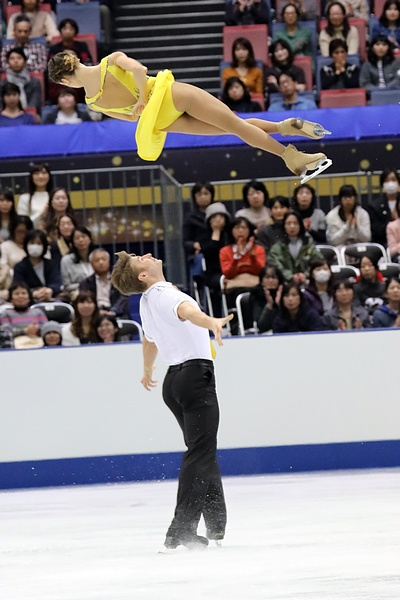
Zdobywcy 3. miejsca w parach sportowych – Kristina Astachowa / Aleksiej Rogonow (RUS)

### Soliści
| Poz. | Zawodnik         | Nota łączna | SP  | SP    | FS  | FS     |
| ---- | ---------------- | ----------- | --- | ----- | --- | ------ |
| 1    | Siergiej Woronow | 271,12      | 1   | 90,06 | 1   | 181,06 |
| 2    | Adam Rippon      | 261,99      | 4   | 84,95 | 2   | 177,04 |
| 3    | Alexei Bychenko  | 252,07      | 2   | 85,52 | 3   | 166,55 |
| 4    | Jason Brown      | 245,95      | 3   | 85,36 | 4   | 160,59 |
| 5    | Keegan Messing   | 235,80      | 5   | 80,13 | 6   | 155,67 |
| 6    | Deniss Vasiļjevs | 234,80      | 8   | 76,51 | 5   | 158,29 |
| 7    | Kazuki Tomono    | 231,93      | 6   | 79,88 | 7   | 152,05 |
| 8    | Dmitrij Alijew   | 223,45      | 7   | 77,51 | 9   | 145,94 |
| 9    | Michal Březina   | 220,45      | 9   | 76,24 | 10  | 144,21 |
| 10   | Nam Nguyen       | 214,51      | 11  | 65,82 | 8   | 148,69 |
| 11   | Hiroaki Satō     | 199,20      | 10  | 75,95 | 11  | 123,25 |
| WD   | Yuzuru Hanyū     | DNS         | DNS | DNS   | DNS | DNS    |

### Solistki
| Poz. | Zawodniczka             | Nota łączna | SP | SP    | FS | FS     |
| ---- | ----------------------- | ----------- | -- | ----- | -- | ------ |
| 1    | Jewgienija Miedwiediewa | 224,39      | 1  | 79,99 | 1  | 144,40 |
| 2    | Carolina Kostner        | 212,24      | 2  | 74,57 | 3  | 137,67 |
| 3    | Polina Curska           | 210,19      | 3  | 70,04 | 2  | 140,15 |
| 4    | Mirai Nagasu            | 194,46      | 5  | 65,17 | 4  | 129,29 |
| 5    | Satoko Miyahara         | 191,80      | 6  | 65,05 | 6  | 126,75 |
| 6    | Alona Leonowa           | 190,95      | 7  | 63,61 | 5  | 127,34 |
| 7    | Rika Hongo              | 187,83      | 4  | 65,83 | 7  | 122,00 |
| 8    | Yuna Shiraiwa           | 171,94      | 8  | 57,34 | 8  | 114,60 |
| 9    | Mariah Bell             | 166,04      | 9  | 57,25 | 10 | 108,79 |
| 10   | Nicole Rajičová         | 159,78      | 10 | 53,36 | 11 | 106,42 |
| 11   | Alaine Chartrand        | 159,36      | 12 | 49,60 | 9  | 109,76 |
| 12   | Park So-youn            | 135,79      | 11 | 51,54 | 12 | 84,25  |

### Pary sportowe
| Poz. | Zawodnicy                             | Nota łączna | SP | SP    | FS | FS     |
| ---- | ------------------------------------- | ----------- | -- | ----- | -- | ------ |
| 1    | Sui Wenjing / Han Cong                | 234,53      | 1  | 79,43 | 1  | 155,10 |
| 2    | Ksienija Stołbowa / Fiodor Klimow     | 222,74      | 2  | 75,05 | 2  | 147,69 |
| 3    | Kristina Astachowa / Aleksiej Rogonow | 203,64      | 3  | 70,47 | 3  | 133,17 |
| 4    | Julianne Séguin / Charlie Bilodeau    | 194,37      | 5  | 63,98 | 4  | 130,39 |
| 5    | Alexa Scimeca Knierim / Chris Knierim | 192,51      | 4  | 65,86 | 5  | 126,65 |
| 6    | Miriam Ziegler / Severin Kiefer       | 171,13      | 6  | 62,61 | 6  | 108,52 |
| 7    | Sumire Sutō / Francis Boudreau-Audet  | 156,52      | 7  | 51,69 | 7  | 104,83 |
| 8    | Miu Suzaki / Ryuichi Kihara           | 139,98      | 8  | 44,83 | 8  | 95,15  |

### Pary taneczne
| Poz. | Zawodnicy                                    | Nota łączna | SD | SD    | FD | FD     |
| ---- | -------------------------------------------- | ----------- | -- | ----- | -- | ------ |
| 1    | Tessa Virtue / Scott Moir                    | 198,64      | 1  | 80,92 | 1  | 117,72 |
| 2    | Madison Hubbell / Zachary Donohue            | 188,35      | 2  | 76,31 | 2  | 112,04 |
| 3    | Anna Cappellini / Luca Lanotte               | 186,56      | 3  | 75,87 | 3  | 110,69 |
| 4    | Wiktorija Sinicyna / Nikita Kacałapow        | 177,15      | 4  | 72,49 | 4  | 104,66 |
| 5    | Laurence Fournier Beaudry / Nikolaj Sørensen | 164,40      | 6  | 65,34 | 5  | 99,06  |
| 6    | Ołeksandra Nazarowa / Maksym Nikitin         | 160,88      | 7  | 63,33 | 6  | 97,55  |
| 7    | Penny Coomes / Nicholas Buckland             | 158,15      | 5  | 65,64 | 9  | 92,51  |
| 8    | Marie-Jade Lauriault / Romain Le Gac         | 157,62      | 8  | 62,79 | 7  | 94,83  |
| 9    | Kana Muramoto / Chris Reed                   | 156,41      | 9  | 61,82 | 8  | 94,59  |
| 10   | Misato Komatsubara / Timothy Koleto          | 132,41      | 10 | 53,83 | 10 | 78,58  |